# Cucullia emungens
Cucullia emungens är en fjärilsart som beskrevs av Max Wilhelm Karl Draudt 1925. Cucullia emungens ingår i släktet Cucullia och familjen nattflyn. Inga underarter finns listade i Catalogue of Life.